# Cerkev Kerimäki
Cerkev Kerimäki je cerkvena stavba Evangeličansko-luteranske cerkve Finske v Kerimäkiju v južni Savoniji na jugovzhodu Finske. Gradili so jo od leta 1844 do 1847 in je največja lesena cerkev na svetu.
Cerkev v Kerimäkiju je bila dokončana 25. septembra 1847 po treh letih gradnje in je bila slovesno odprta 11. junija 1848 na binkošti. Klasicistična kupolasta cerkev ima tloris grškega križa in je z galerijami razdeljena na dve etaži. Aleksandra Såltin je leta 1890 izdelala oltarno sliko.

## Načrtovanje
Prvi načrt cerkve je leta 1842 izdelal E. B. Lohrmann. Po obliki bi morala biti podobna že uveljavljenim Takrat načrtovana cerkev bi lahko sprejela le 1500 ljudi naenkrat, vendar je bila velikost občestva 10.000 ljudi. Prebivalci Kerimäkija načrta niso sprejeli in so od nadzornega urada zahtevali risbe večje cerkve. Vendar prošnji niso hoteli ugoditi, ker so se bali, da velika lesena cerkev ne bo ostala skupaj. Dejstvo, da je župnik Fredrik Neovius v 1840-ih menil, da bi se morala skupnost tudi ob tržnih dneh skupaj udeležiti cerkvenega bogoslužja, namiguje tudi na to, da bi morala biti cerkvena stavba v vsakem primeru velika.
Po legendi so dimenzije cerkve nastale zaradi nesporazuma, po katerem naj bi neki Finec, ki se je izselil v Ameriko in tam obogatel, želel cerkev podariti svoji družini nekdanje domače skupnosti. Arhitekt A. F. Granstedt je leta 1844 izdelal načrte v komolcih, evropski arhitekt, ki je delo izvajal in je bil navajen računati in graditi v metrih, je prevzel njihove dimenzije, ne da bi jih pretvarjal. Vendar je to v nasprotju s prvotnimi načrti, ki so se ohranili. Očitno je Granstedt samo povečal Lohrmannove risbe. Gradbena dela je vodil Axel Magnus Tolpo, cerkveni graditelj iz Vihti, po njegovi nenadni smrti pa je delo nadaljeval njegov sin Theodor Tolpo. V delo so bili vključeni tudi farani, kajti davčna številka je velevala, da so moški iz občine delali izmenoma. Župnija je sama imenovala trgovce, zidarje, kovače in tesarje. Po Granstedtovi oceni je bilo na kraju samem vkovanih 294.000 žebljev.

## Opis
Cerkev je izjemno velika, saj meri 45 metrov v dolžino, 42 metrov v širino in 27 metrov v višino. Do vrha križa je 37 metrov. Cerkev ima približno 3000 sedežev in poleg tega približno 2000 stojišč. Skupna dolžina klopi v cerkvi je približno 1670 metrov. Je največja cerkvena stavba na Finskem.
Slogovno je cerkev Kerimäki nekakšna mešanica neogotike in neobizantinskosti, poleg tega pa ima cerkev tudi starejšo cerkveno tradicijo. Njen tloris je kratkokapna dvojna križna cerkev. Kupola je zgrajena na vrhu križnega kvadrata na štirih lesenih stebrih. Stebri so utrjeni z veznimi bruni, ki so povezani s stenami v bogatih profilih. Tudi odprti strešni nosilci v obliki triperesne deteljice so delno podprti s stranskimi bruni. Cerkveni prostor je svetel, saj okna na treh ravneh sten in odprtine v kupoli dajejo veliko svetlobe, kar prispeva tudi k vtisu prostornosti. Cerkev Kerimäki je spomenik, kjer so bile možnosti gradnje iz lesa glede na takratne razmere popeljane do skrajnosti. Križna konstrukcija cerkve je bila ob nastanku 80 let pred časom, v celoti pa je bila mojstrovina tesarskega znanja svojega časa.
Cerkev ni ogrevana, zato se v njej izvajajo bogoslužja le poleti. Poleg velike cerkve je bila leta 1953 zgrajena manjša, ogrevana cerkev, kjer poteka bogoslužje pozimi. Vendar se ob božiču skupnost zbere v veliki cerkvi, ki jo takrat ogreje na stotine sveč in obiskovalcev.
Cerkev vsako leto obišče več kot 50.000 turistov, poleti pa jo uporabljajo tudi za prireditve v okviru opernega festivala Savonlinna. V svojem romanu God Makes You Blue Arto Paasilinna preseli nov sedež nebes skupaj s 5000 angeli v cerkev Kerimäki zaradi njne velikosti.
Cerkev je bila prepleskana poleti 2009.
- Cerkev in zvonik
- Orgle
- Notranjost zimske cerkve

### Notranjost
Za cerkev so leta 1882 pridobili kristalni lestenec in leta 1911 pet lestencev s svečami, ki jih je oblikoval Josef Stenbäck. V cerkvi so štirje zelo okrasni kamini, ki pa so od konca 1950-ih neuporabljeni. Prvotno je bilo leta 1915 postavljenih osem peči.
Tema oltarne slike so Jezusove besede: »Pridite k meni vsi, ki ste utrujeni in obteženi, in jaz vam bom dal počitek.« (Mt 11,28). Naslikala jo je Alexandra Sålt leta 1890.
Orgle z dvajsetimi registri, ki jih je izdelala tovarna orgel Kangasala, so začele uporabljati leta 1894.

## Zvonik
Ob cerkvi je 42 metrov visok zvonik, ki je bil dokončan istega leta kot cerkev. Ima dva cerkvena zvonova, mali cerkveni zvon je bil ulit leta 1684, veliki pa leta 1884.
Veliki zvon je bil ulit leta 1884 v tovarni Osberg v Helsinkih. Tehta 600 kg in ima premer 90 cm. Na uri piše »Kličimo Gospoda«. Slava Bogu na višavah in mir na zemlji, ljudem dobra volja. župnija Kerimäki 1884.«
Mali zvon je bil ulit leta 1684, ulil ga je G. W. Tinis Stockholm, XZ. Jakob Birman. Tehta 400 kg in ima premer 64 cm.
Kahvila Munkki-Kammio deluje v Tapulu poleti, po delovnem času cerkve, kjer prodaja tudi pletenine, nakit, keramiko in lesene izdelke lokalnih rokodelcev ter druge unikatne spominke.